# Mayor González Girón
Mayor González Girón. Dama castellana nacida en la familia Girón antes de 1222, fue hija de Gonzalo Rodríguez Girón, conocido por haber participado junto a cuatro de sus hermanos en la Batalla de las Navas de Tolosa y de su segunda esposa, Marquesa Pérez.Era nieta de Rodrigo Gutiérrez Girón, primer noble que habría portado el apellido Girón, y de su primera esposa, María de Guzmán.
Pudo haber casado en dos ocasiones. Posiblemente fue la mujer de Lope López de Haro «el Chico», hijo de Lope Díaz II de Haro, señor de Vizcaya y la infanta Urraca Alfonso de León.
En las genealogías portuguesas, figura como esposa de Alfonso Alfonso de Meneses el Tizón, ricohombre en la corte del rey Alfonso III de Portugal, que figura aún vivo en 1257. De este matrimonio nació María de Meneses, amante de Sancho IV de Castilla.